# 聯發街 (灣仔)

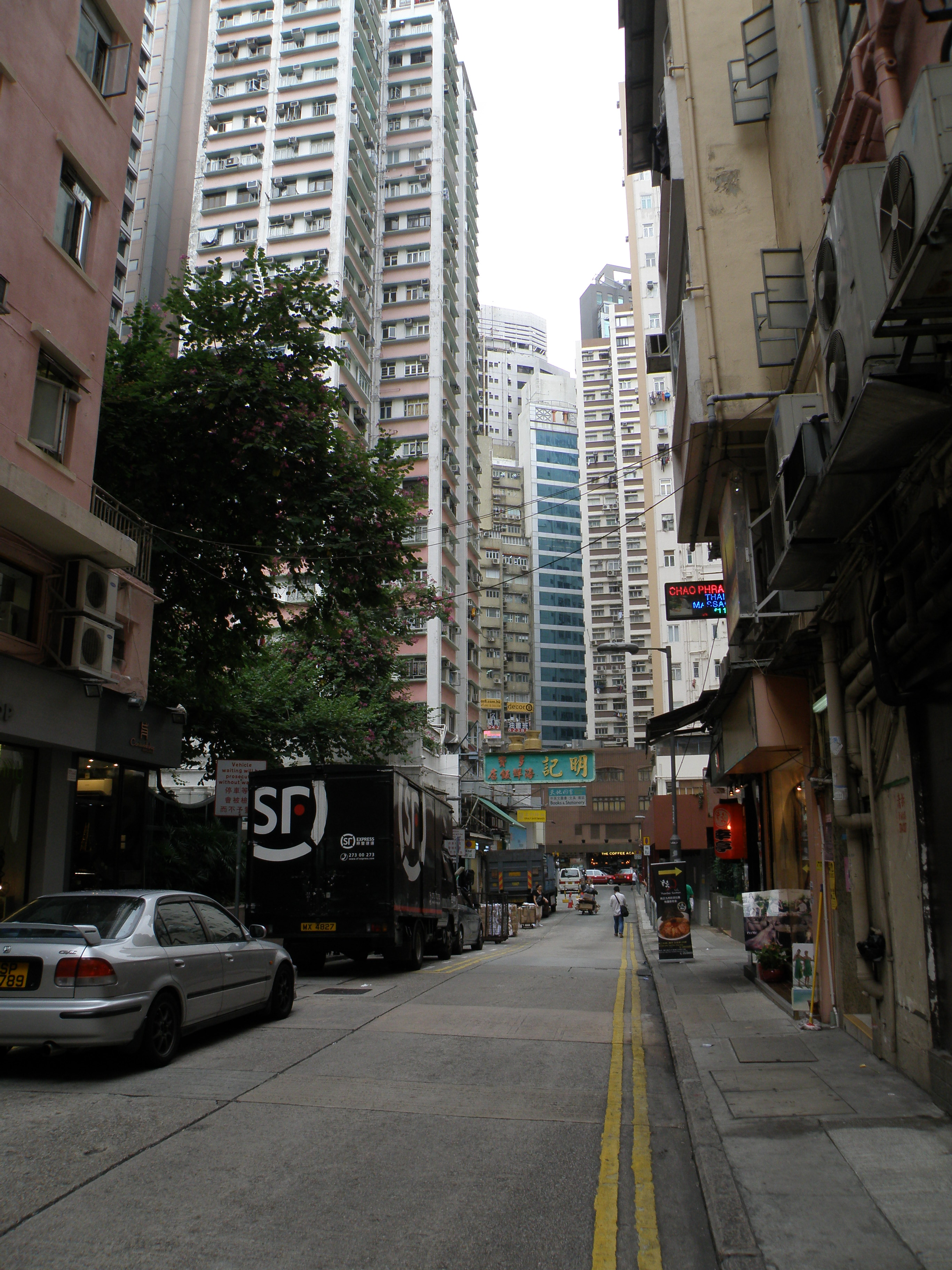
聯發街

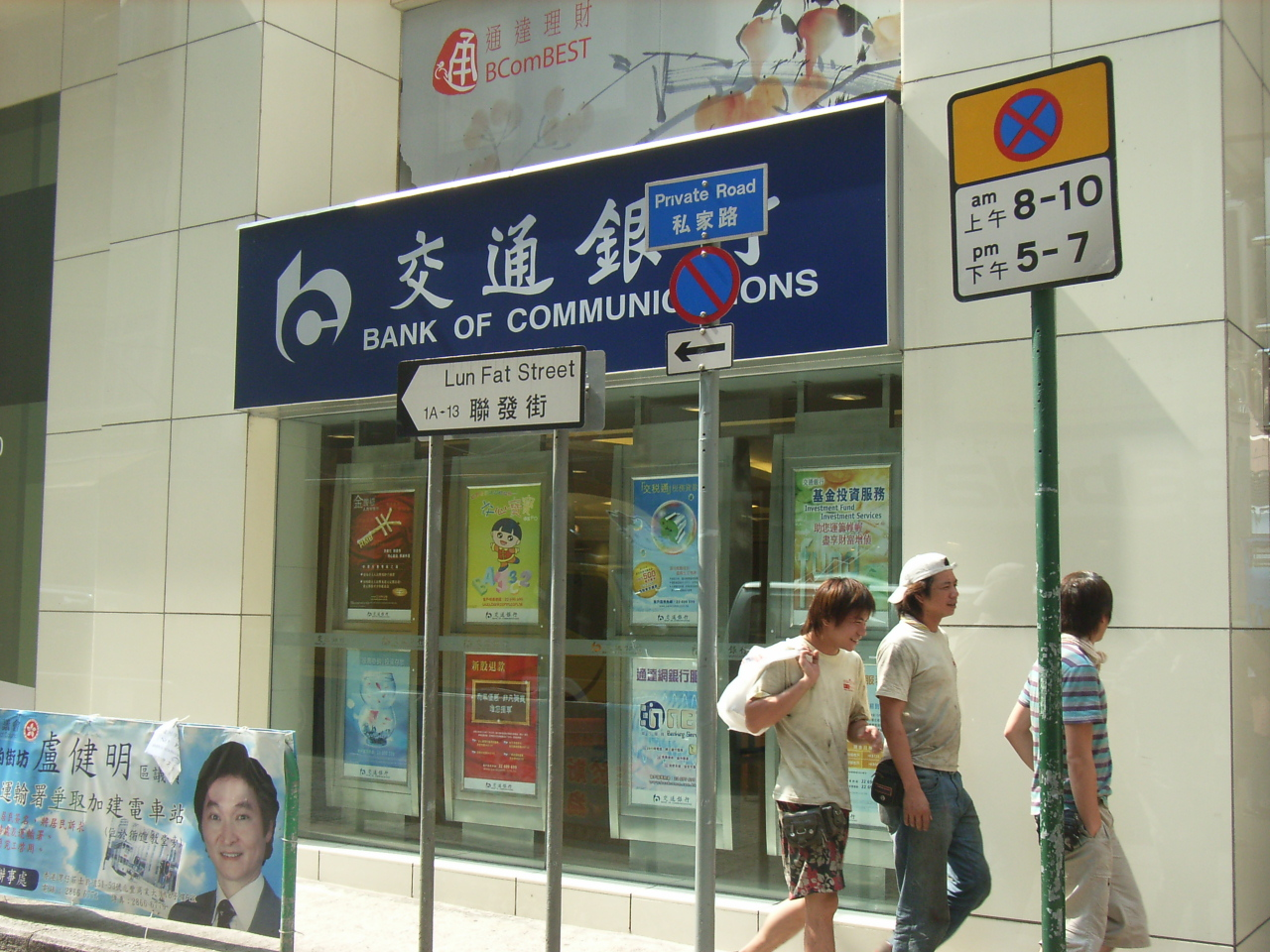
聯發街的北端是交通銀行灣仔分行

聯發街（英語：Lun Fat Street），是位於香港島灣仔區灣仔的一條街道。 聯發街的南端位於皇后大道東118號，北端位於莊士敦道34號。
聯發街是一條私家路，雙線單向行車，兩邊路旁地上漆有交通雙黃線，路口有禁止小巴駛入的路標。 聯發街的中段有一休憩處、幾間建築物料店、咖啡店及一家海鮮飯店。聯發街的北段有一幢莊士敦大廈，其地鋪是交通銀行分行，地庫是天地圖書的灣仔分店，地方寬敞，展銷圖書不少，以中文繁體版為主。

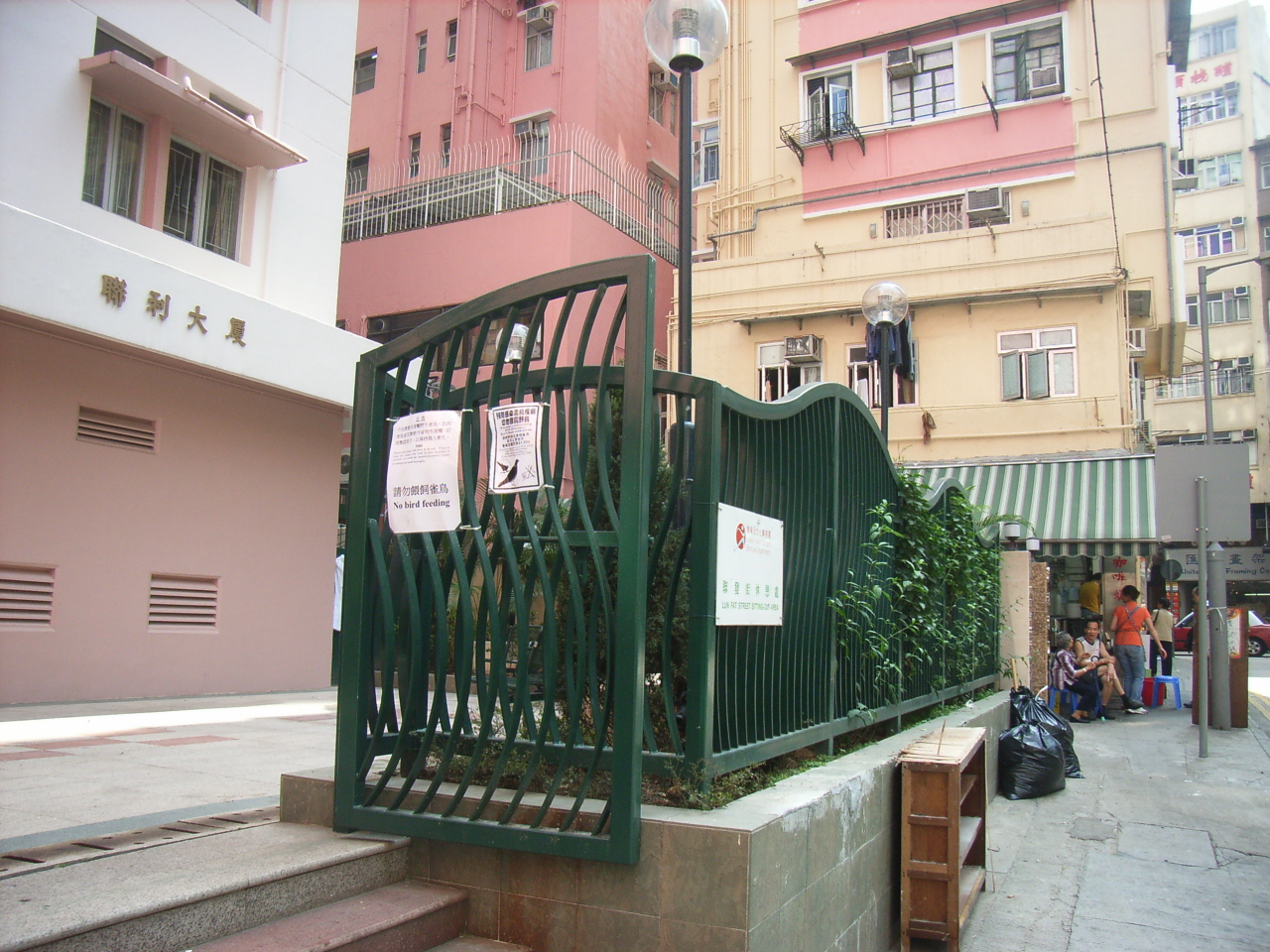
聯發街的中段休憩處一角
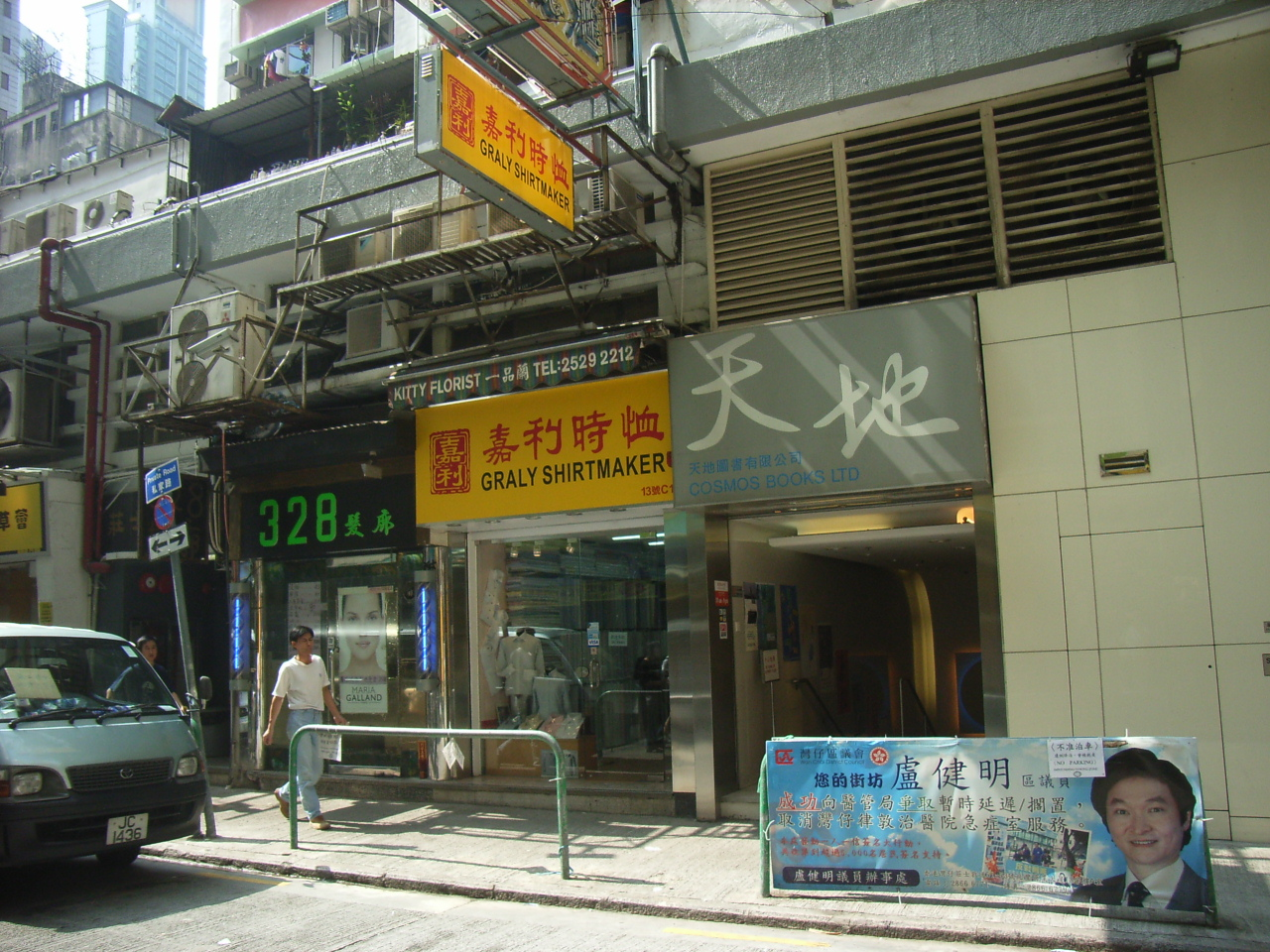
天地圖書的側門在聯發街的西北段
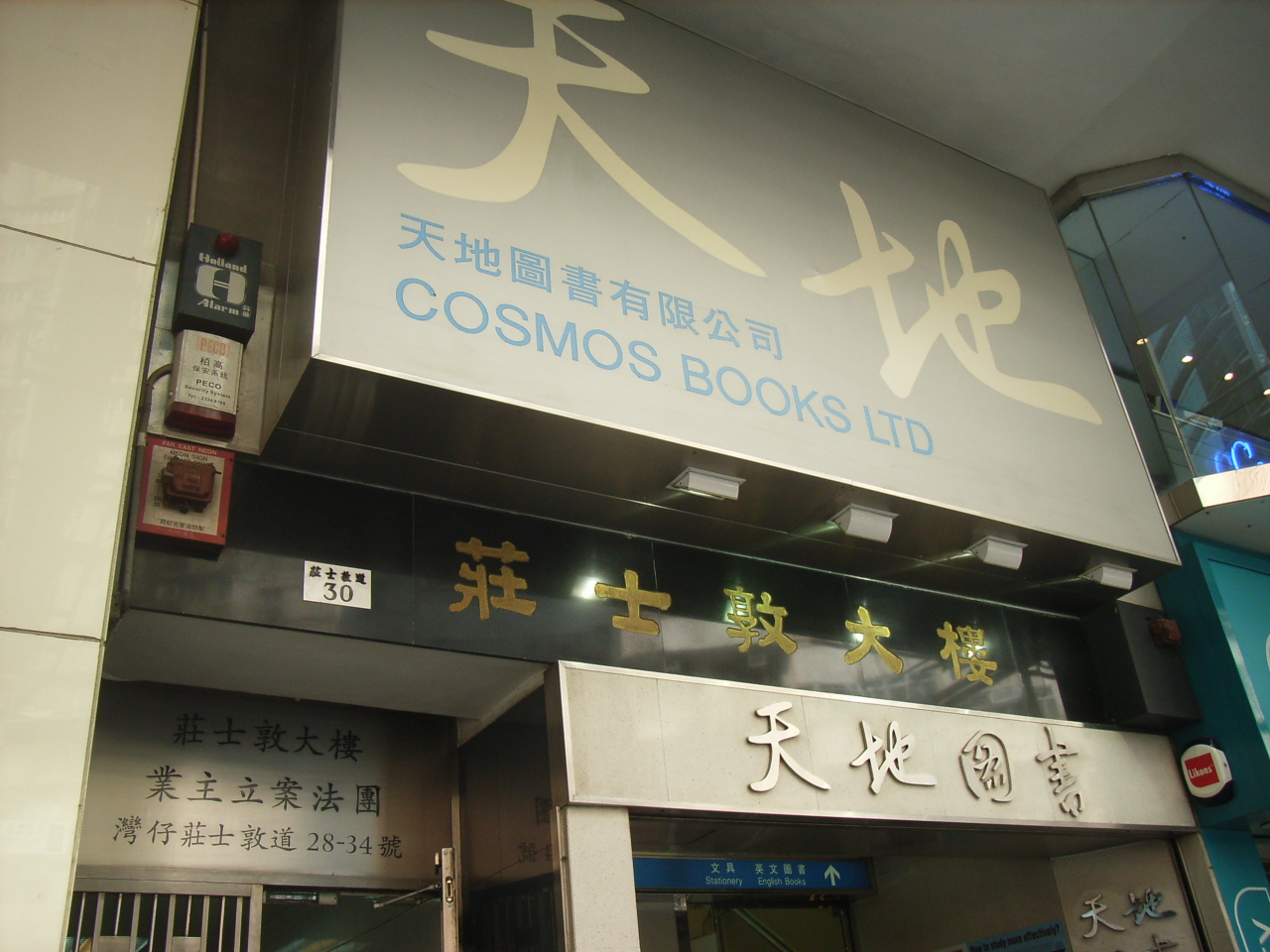
天地圖書在莊士敦道30號與聯發街交界

## 外部連線
- 香港灣仔聯發街的地圖 （页面存档备份，存于）